# Lesión pulmonar asociada al ventilador
La lesión pulmonar asociada al ventilador ( VALI ) es una lesión pulmonar aguda que se desarrolla durante la ventilación mecánica y se denomina lesión pulmonar inducida por el ventilador (VILI) si se puede demostrar que la ventilación mecánica causó la lesión pulmonar aguda. Por el contrario, existe una lesión pulmonar asociada con el ventilador (VALI) si la causa no se puede demostrar. VALI es el término apropiado en la mayoría de las situaciones porque es prácticamente imposible probar qué causó realmente la lesión pulmonar en el hospital.

## Causa
En general, se considera, basado en modelos animales y estudios en humanos, que el volutrauma es el aspecto más dañino de la ventilación mecánica. Esto puede considerarse como el estiramiento excesivo de las vías respiratorias y los alvéolos. 
Durante la ventilación mecánica, el flujo de gas hacia el pulmón tomará el camino de menor resistencia. Las áreas del pulmón que están colapsadas (atelectasias) o llenas de secreciones se inflarán poco, mientras que las áreas que son relativamente normales se inflarán en exceso. Estas áreas serán distendidas y lesionadas. Esto se puede reducir usando volúmenes tidales más pequeños.
Durante la ventilación con presión positiva, las regiones atelectáticas se inflarán, sin embargo, los alvéolos serán inestables y se colapsarán durante la fase espiratoria de la respiración ( atelectotrauma). Se cree que este colapso y expansión alveolar repetida (RACE) causa VALI. Al abrir el pulmón y mantener el pulmón abierto, se reduce la RACE (y VALI).
Otra posible lesión pulmonar asociada con el ventilador se conoce como biotrauma. Biotrauma implica que el pulmón sufre una lesión de cualquier mediador de la respuesta inflamatoria o de bacteriemia. 
Finalmente, la toxicidad del oxígeno contribuye a la lesión pulmonar asociada con el ventilador a través de varios mecanismos, incluido el estrés oxidativo . 
Las posibles razones de la predisposición a VALI incluyen: 
- Un pulmón lesionado puede estar en riesgo de sufrir más lesiones
- La atelectasia cíclica es particularmente común en un pulmón lesionado

## Patogenesia
La sobredistensión de los alvéolos y la atelectasia cíclica ( atelectotrauma) son las causas principales de lesión alveolar durante la ventilación mecánica con presión positiva. Las lesiones graves a los alvéolos causan hinchazón de los tejidos (edema) en los pulmones, sangrado de los alvéolos, pérdida de surfactante (disminución de la insuficiencia pulmonar) y colapso completo de los alvéolos ( biotrauma). Las altas tasas de flujo están asociadas con reotrauma, altos volúmenes con volutrauma y presiones con barotrauma. En conjunto, estos pueden convertirse en una sola unidad de potencia mecánica. 

## Diagnóstico
VALI no necesita distinguirse de ALI/ARDS progresivo porque la administración es la misma en ambos. Además, el diagnóstico definitivo de VALI puede no ser posible debido a la falta de signos o síntomas. 

## Prevención
Prevención de la sobredistensión alveolar: la sobredistensión alveolar se mitiga mediante el uso de pequeños volúmenes tidales, el mantenimiento de una presión de meseta baja y, de manera más eficaz, el uso de ventilación de volumen limitado. 
Prevención de la atelectasia cíclica (atelectotrauma) - La presión positiva al final de la espiración aplicada (PEEP) es el principal método utilizado para mantener los alvéolos abiertos y disminuir la atelectasia cíclica. 
Ventilación pulmonar abierta: la ventilación pulmonar abierta es una estrategia de ventilación que combina pequeños volúmenes tidales (para disminuir la sobredistensión alveolar) y una PEEP aplicada por encima del punto de inflexión bajo en la curva de presión-volumen (para disminuir la atelectasia cíclica). 
Se piensa que la ventilación de alta frecuencia reduce la lesión pulmonar asociada con el ventilador, especialmente en el contexto del ARDS y la lesión pulmonar aguda .
La hipercapnia permisiva y la hipoxemia permiten que el paciente sea ventilado en entornos menos agresivos y, por lo tanto, pueden mitigar todas las formas de lesión pulmonar asociada con el ventilador.

## Epidemiología
VALI es más común en personas que reciben ventilación mecánica por lesión pulmonar aguda o síndrome de dificultad respiratoria aguda (ALI/ARDS).
El 24 por ciento de las personas con ventilación mecánica desarrollarán VALI por razones distintas a ALI o ARDS. La incidencia es probablemente mayor entre las personas que ya tienen ALI/ARDS, pero las estimaciones varían ampliamente.  Las estimaciones variables reflejan la dificultad de distinguir VALI de ALI/SDRA progresivo.

## Lesiones pulmonares asociadas a la ventilación mecánica
- Atelectotrauma
- Barotrauma
- Biotrauma
- Reotrauma
- Volutrauma